# Beaune-la-Rolande
Beaune-la-Rolande is een gemeente in het Franse departement Loiret (regio Centre-Val de Loire). De gemeente telde 1.991 inwoners op 1 januari 2022.

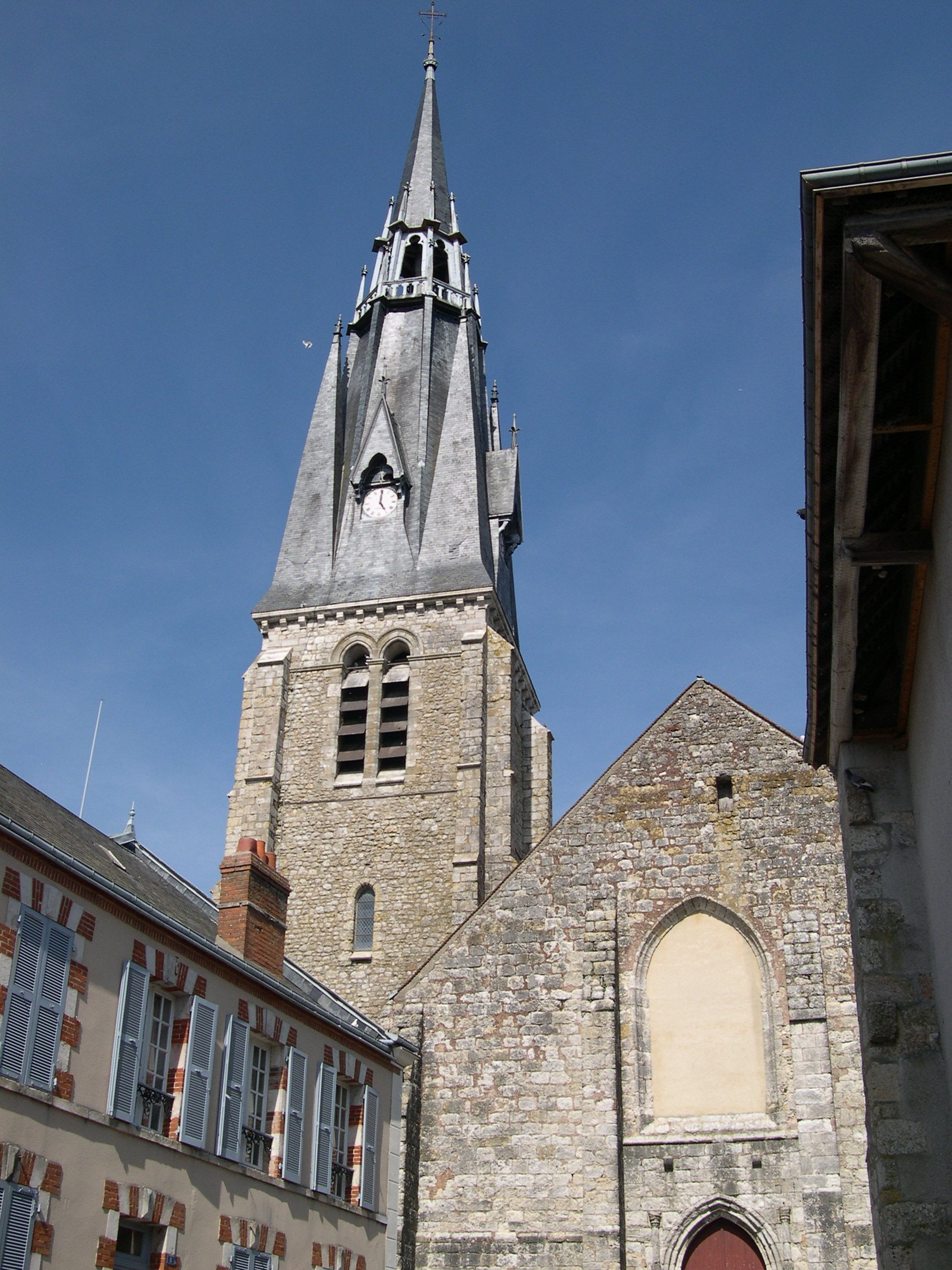
Kerk Saint-Martin

## Concentratiekamp

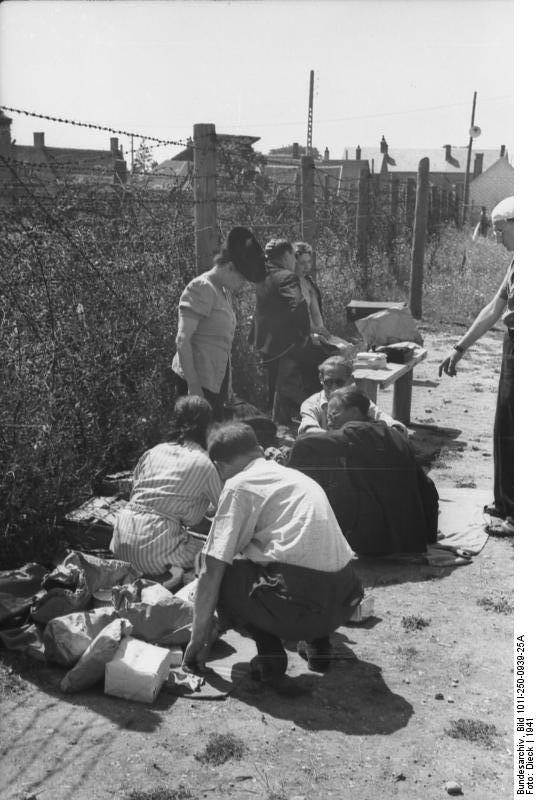
Kamp Beaune-la-Rolande in 1941

Tussen 1939 en 1943 is aan de noordoostelijke zijde van het dorp een concentratiekamp in gebruik geweest (Concentratiekamp Beaune-la-Rolande). Officieel fungeerde het als internerings- en doorgangskamp.
Het kamp was in 1939 geopend als huisvesting van toekomstige Duitse krijgsgevangenen. In 1940 werd het door de Duitsers gebruikt als kamp voor Franse krijgsgevangenen. Opvallend is dat de leiding over en de uitvoering van de gruwelijkheden in het kamp in handen lagen van de Franse politie. Beaune-la-Rolande bestond uit 14 barakken omringd door prikkeldraad en wachttorens. Vanaf 14 mei 1941 werd het kamp gebruikt als internerings- en doorvoerkamp voor Joden. In juli 1942 kwamen hier veel slachtoffers terecht die eerder enkele dagen opgesloten waren (eveneens door de Franse politie) in het Parijse Vélodrome d'Hiver (Vel d'Hiv). In 1942 werd het grootste gedeelte van de Joodse geïnterneerden (waaronder plusminus 4.000 kinderen ) vanuit Beaune-la-Rolande naar het oosten gedeporteerd. Op 4 augustus 1943 werd het kamp gesloten. In juni 1945 is het kamp weer in gebruik en worden er personen gehuisvest die gerepatrieerd worden uit andere concentratiekampen o.a. uit Wenen, Oostenrijk.
Tegenwoordig is er van het kamp niets meer over. Op de plaats waar vroeger het kamp stond, staat nu een landbouwschool. Het kamp werd elders gereconstrueerd voor opnames van de film Haar naam was Sarah.
In januari 2011 werd in Orléans het Centre de Recherche sur les camps de Beaune-la-Rolande, Pithiviers et Jargeau met bijbehorend Musée-Mémorial geopend. Dit centrum heeft wetenschappelijk onderzoek en het maken en verzamelen van betrouwbare documentatie over dit onderwerp ten doel.

## Geografie
De oppervlakte van Beaune-la-Rolande bedroeg op 1 januari 2022 20,55 vierkante kilometer; de bevolkingsdichtheid was toen 96,9 inwoners per km².

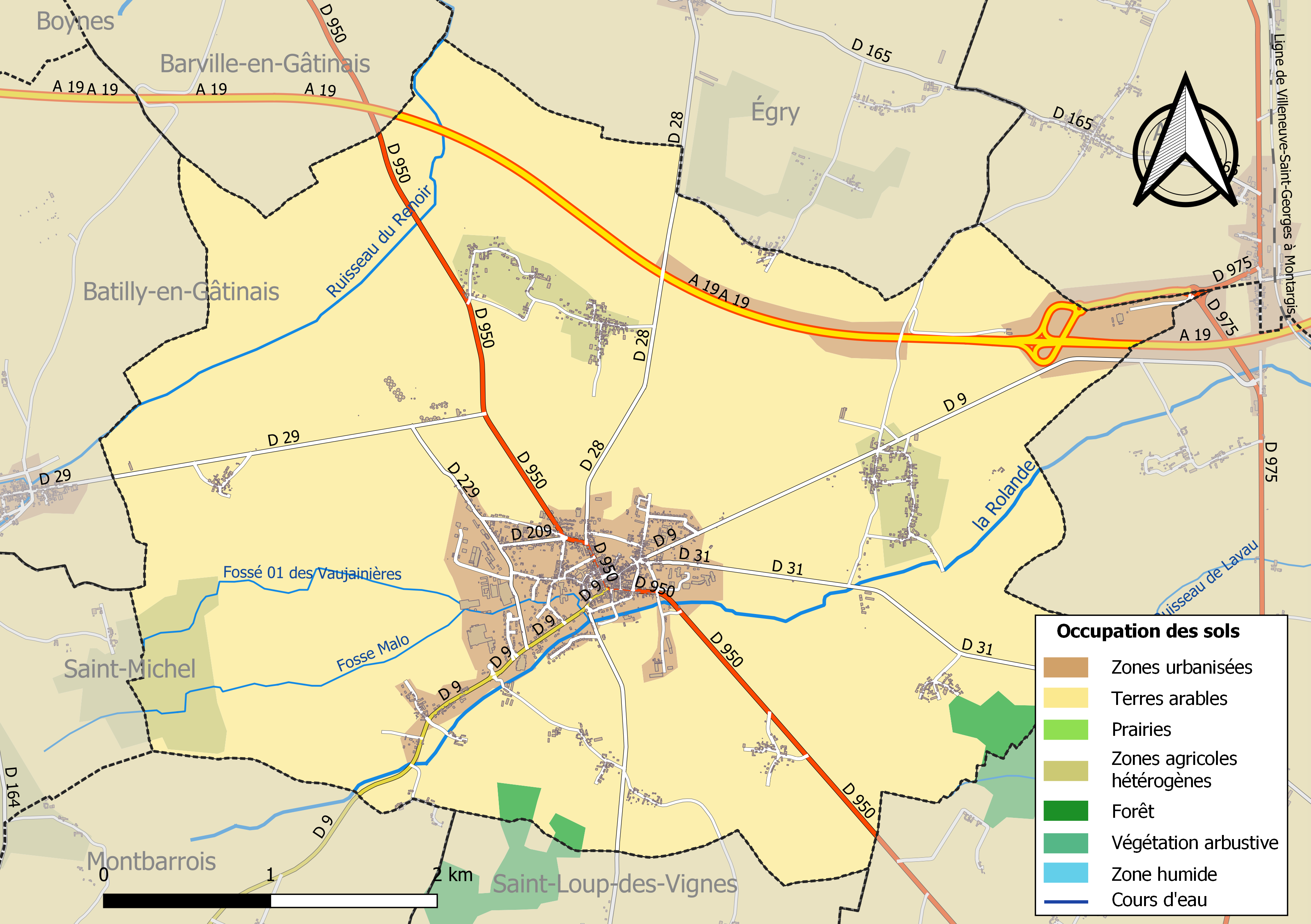
Kaart van de gemeente met de belangrijkste infrastructuur, bodemgebruik en omliggende gemeenten

## Demografie
In 2019 telde de gemeente  2021 inwoners.
Onderstaande figuur toont het verloop van het inwoneraantal van Beaune-la-Rolande vanaf 1962.

Bron: Frans bureau voor statistiek. Cijfers inwoneraantal volgens de definitie population sans doubles comptes (zie de gehanteerde definities)